# Fátima, Guanajuato
Fátima är en ort i Mexiko.   Den ligger i kommunen San José Iturbide och delstaten Guanajuato, i den centrala delen av landet, 220 km nordväst om huvudstaden Mexico City. Fátima ligger 2 129 meter över havet och antalet invånare är 223.
Terrängen runt Fátima är kuperad österut, men västerut är den platt. Runt Fátima är det ganska glesbefolkat, med 36 invånare per kvadratkilometer. Närmaste större samhälle är San José Iturbide, 12,1 km sydväst om Fátima. Trakten runt Fátima består i huvudsak av gräsmarker.